# باروایلر
باروایلر (به آلمانی: Barweiler) یک شهر در آلمان است که در اهرویلر واقع شده‌است. باروایلر ۴۸۰ نفر جمعیت دارد.